# Lệ Xá
Lệ Xá là một xã thuộc huyện Tiên Lữ, tỉnh Hưng Yên, Việt Nam.
Từ ngày 1/7/2025 Lệ Xá sẽ hợp nhất với xã Trung Dũng và xã Cương Chính để thành lập xã Tiên Hoa trực thuộc tỉnh Hưng Yên

## Địa lý
Xã Lệ Xá nằm ở phía đông nam huyện Tiên Lữ, phía đông nam tỉnh Hưng Yên, có vị trí địa lý:
- Phía đông và phía bắc giáp huyện Phù Cừ
- Phía tây giáp thị trấn Vương và xã Hải Thắng
- Phía nam giáp xã Trung Dũng.

Xã Lệ Xá có diện tích 6,34 km², dân số năm 2019 là 5.773 người, mật độ dân số đạt 910 người/km².

## Hành chính
Xã Lệ Xá được chia thành 3 thôn: Giai Lệ (làng Nhài), Phù Liễu (làng Bến), Phí Xá (làng Bùi).

## Lịch sử
Lệ Xá là vùng đất được định cư từ lâu đời.
Thời Hùng Vương thuộc bộ Giao Chỉ.
Trong cuộc khởi nghĩa của Hai Bà Trưng tại Lệ Xá có cuộc khởi nghĩa của 2 anh em là Khoan Chính Đại Vương và Trinh Thục Công Chúa có căn cứ phò tá hai bà. Cả hai anh em và nghĩa quân đều tự tuẫn tiết khi cuộc khởi nghĩa bị quân Mã Viện vây hãm năm 43.
Vào đầu thế kỷ 19, xã Lệ Xá ngày nay là phần đất thuộc các xã Giai Lệ, Phí Xá, Phù Liễu thuộc tổng Canh Hoạch huyện Tiên Lữ phủ Khoái Châu trấn Sơn Nam Thượng .
Trước đây, Lệ Xá sáp nhập với xã Trung Dũng thành xã Phan Tây Hồ, sau đó tách ra Lệ Xá có tên là xã Tây Hồ rồi mới đổi thành Lệ Xá như hiện nay.
Ngày 6 tháng 11 năm 1996, Quốc hội ban hành Nghị quyết về việc chia tỉnh Hải Hưng thành 2 tỉnh Hải Dương và Hưng Yên và xã Lệ Xá thuộc huyện Phù Tiên, tỉnh Hưng Yên.
Ngày 24 tháng 2 năm 1997, Chính phủ ban hành Nghị định 17-CP về việc chuyển xã Lệ Xá thuộc huyện Phù Tiên về huyện Tiên Lữ mới tái lập quản lý.

## Kinh tế - xã hội
Lệ Xá hiện cũng đang phát triển một số ngành tiểu thủ công nghiệp: mây tre đan xuất khẩu, chế biến hạt sen,canh tác vụ đông bao gồm trồng bí xanh, bí đỏ, dưa bao tử đóng lọ.
Nguồn cung cấp điện: Từ trạm Phố Cao 110/35/22 KV, 2 x 25 MVA.
Theo quy hoạch tỉnh Hưng yên giai đoạn 2021-2030, tầm nhìn đến 2050 thì Lệ Xá sẽ có khu công nghiệp Phù Tiên 2

### Đặc sản
Lệ Xá nổi tiếng với mắm tép nhưng bây giờ đã không còn nữa, và không thể không nói đến đó là nhãn lồng Hưng Yên,đến với Lệ Xá thì đố bạn có thể tìm được gia đình nào trong vườn mà không có ít nhất một cây nhãn. Đồng thời cũng có nghề chế biến long nhãn, hạt sen. Đến với Lệ Xá bạn vẫn tìm thấy hình bóng của cây đa, giếng nước, sân đình.

### Giáo dục
Xã Lệ Xá có một trường Tiểu học, một trường Trung học Cơ Sở và một số cơ sở mầm non khác. Hằng năm có tỷ lệ đỗ đại học rất cao, và vào các trường tên tuổi của quốc gia. Lệ Xá hiện có ông Nguyễn Quang Thư đang là Hiệu trưởng trường Cao đẳng Kinh tế, Kỹ thuật Thương mại tại Hà Đông.
Hằng năm Lệ Xá cũng là xã luôn có số lượng thí sinh trúng tuyển Đại học, Cao đẳng,... ở mức cao trong địa bàn huyện Tiên Lữ. Trong đó, thôn Giai Lệ góp tới 60% số lượng thí sinh trúng tuyển. "Bổ sung về giáo dục thôn Nhài - Lệ Xá, có Tiến sỹ Vũ Minh Đức hiện nay là Cục trưởng Cục nhà giáo thuộc Bộ Giáo dục và Đào tạo, số 35 Đại Cồ Việt - Hai Bà Trưng - tp Hà Nội". Đây là mẫu người tiêu biểu cho các thế hệ trẻ thôn Nhài học tập phấn đấu rèn luyện noi gương. Vì, lý do đơn giản Bố đẻ Liệt sỹ, Mẹ đẻ mất sớm thân một mình tự học tập rèn luyện phấn đấu, không biết dựa vào ai, mà chẳng ai giúp đỡ. Đây là biểu tượng rất đang tự hào cho dòng tộc họ Vũ nói giêng cho thôn Nhài nói chung./.

## Văn hóa

### Di tích lịch sử
Lệ Xá có chùa Gia Khánh được đặt tại thôn Giai Lệ có từ rất lâu đời:
- Hàng năm vào ngày mùng 10 tháng 3 âm lịch, làng vẫn thường xuyên tổ chức những hoạt động văn hóa cho người dân vui chơi, gặp gỡ, tìm hiểu thêm về những nét văn hóa truyền thống tại quê hương.
- Đây là một trong những hoạt động tích cực đã thu hút được sự quan tâm của rất nhiều người con xa quê,cũng là nơi để mọi người trở về tụ họp mỗi khi lễ hội tới.
- Đình làng Giai Lệ được xây từ thời Lê Thánh Tông (1629) tổng số 28 gian xây theo kiểu nội công ngoại quốc. Trong đình thờ nhị vị đại vương thành hoàng làng, chủ tịch Hồ Chí Minh và các anh hùng liệt sĩ của thôn Giai Lệ.
- Theo " Tổng tập thác bản văn khắc Hán - Nôm Việt Nam", ở Đình Phí Xá, Canh Hoạch huyện Tiên Lữ tỉnh Hưng Yên có một tấm bia " Phí Xá tôn thần miếu bi" do Tú tài Đào Phổ soạn năm 1863 (Tự Đức 14). Bia mang ký hiệu 19685 - 19686 do Viện Hán - Nôm giữ. Bia ghi lại sự tích ba anh em ruột là Tây Giang đại vương, Nguyên soái đại vương và Ba Phi công chúa, đã có công giúp hai Bà Trưng đánh thắng Tô Định. Sau khi chiến thắng, ba anh em đã về thăm mẹ ở làng Phí Xá, sau đó cả ba đã hóa ở đây. Dân làng thương tiếc đã lập hai miếu thờ. Bia đá cho thấy hai điều, thứ nhất: năm 40 sau công nguyên đã có làng này! Thứ hai: theo cuốn " Đất nước Việt nam qua các đời của cụ Đào Duy Anh thì Xá là nơi ở, Phí Xá là nơi ở của người họ Phí, như vậy sau năm 40 của thế kỷ thứ nhất sau công nguyên, người họ Phí đã có mặt ở làng này.

### Truyền thống cách mạng yêu nước
Trong hai cuộc kháng chiến trường kỳ của dân tộc, xã Lệ Xá (Tiên Lữ) đã đóng góp nhiều sức người, sức của cho đất nước. Trong những năm tháng chiến tranh ác liệt ấy đã có 209 người là liệt sĩ, 11 bà mẹ được phong tặng danh hiệu Bà mẹ Việt Nam anh hùng, trên 50 người là thương binh, hàng chục đối tượng bị ảnh hưởng chất độc da cam, Trong giai đoạn hiện nay, Lệ Xá vẫn tiếp tục phát huy truyền thống và thực hiện tốt công tác hậu phương quân đội.
Trong cuộc kháng chiến chống thực dân Pháp, để xây dựng làng chiến đấu, nhân dân trong xã đã bỏ ra 27.390 ngày công và các vật tư phương tiện xây 13.650 m hầm, giao thông hào các xóm với nhau. Ngoài ra, nhân dân còn đào 28 hầm bí mật để cất giấu thương binh và 2.469 hầm bí mật của dân quân du kích.
Nhân dân và du kích xã Phan Tây Hồ đã phối hợp với bộ đội địa phương đã đập tan trận càn của thực dân pháp năm 1951 hòng tiêu diệt bộ đội chủ lực và làm tan rã các căn cứ kháng chiến của ta và làm nên trận chống càn Phan Tây Hồ nổi tiếng đã được Đại tướng Võ Nguyên Giáp đánh giá là trận chống càn tiêu biểu của đồng bằng bắc bộ.
Ghi nhận những thành tích của Đảng bộ, chính quyền và nhân dân Lệ Xá, kết thúc cuộc kháng chiến chống Pháp, Đảng, Chính phủ đã tặng danh hiệu Anh hùng lực lượng vũ trang nhân dân và cấp 97 bằng Tổ quốc ghi công, tặng thưởng cho xã 1 Huân chương Quân công hạng Nhất, 1 Huân chương Chiến công hạng Nhất, 2 Huân chương Chiến công hạng Hai, 1 Huân chương Kháng chiến hạng Ba, 373 lượt cán bộ chiến sĩ được tặng thưởng huân huy chương, và 30 bằng khen các loại...
Trong nhân dân vẫn lưu truyền những vần thơ về làng kháng chiến Phan Tây Hồ:
Tây Hồ Tiên Lữ Hưng Yên
Một xã du kích ở miền khu 3
Cách đường 38 không xa
Đi đến cầu cáp rẽ qua phố Nhài
Ở đây kháng chiến tuyệt vời
Chống càn quyết liệt, rạng ngời chiến công
Tây Hồ cùng với Tam Nông
Xứng danh thứ bậc con Rồng cháu Tiên
Ai về miền đất Hưng Yên
Chắc hẳn còn nhớ chưa quên Tây Hồ
Vì Độc Lập - vì Tự Do
Sáng ngời muôn thuở Thủ Đô đồng bằng !
Trong những năm tháng kháng chiến chống Mỹ, xã thường xuyên quan tâm đến công tác vận động, giáo dục chính trị tư tưởng cho đảng viên và quần chúng nhân dân, năm nào thanh niên xã Phan Tây Hồ (tên gọi cũ của Lệ Xá) cũng xung phong lên đường chiến đấu vượt chỉ tiêu 5-10%; đóng góp cho nhà nước 180 tấn thóc thuế, các phong trào "tay cày, tay súng", "3 sẵn sàng, 3 đảm đang" càng trở nên sôi động thúc đẩy sản xuất phát triển. Lệ Xá được đánh giá là xã làm nghĩa vụ lương thực khá nhất huyện.
Đảng bộ và nhân dân Lệ Xá đã được Đảng, Nhà nước tặng thưởng 80 Huân chương kháng chiến hạng Hai, 41 Huân chương Kháng chiến hạng Ba, 328 huy chương các loại, 44 bằng khen.

### Các dòng họ
Ở Lệ Xá có rất nhiều dòng tộc khác nhau với các xuất xứ khác nhau. Tiêu biểu như:
- Thôn Giai Lệ có các dòng họ như: Nguyễn Văn, Nguyễn Bá, Vũ là ba dòng họ lớn của thôn. Ngoài ra còn có các dòng họ như: Doãn, Ngô, Trần, Bùi, Đỗ,....
- Thôn Phí Xá có các dòng họ chính như: Trần, Nguyễn,...
- Thôn Phù Liễu có các họ chính như: Bùi An, Mai, Phan, Phạm, Bùi,....

## Giao thông
Có tuyến đường liên huyện DH82 chạy qua nối giữa hai tuyến đường huyết mạch của tỉnh Hưng Yên đó là quốc lộ 39A và quốc lộ 38B, DH90 nối từ Thị trấn Vương (QL 38B) về đến ủy ban xã (DH82). Tính theo đường chim bay thì Lệ Xá cách quốc lộ 38B là 500m, cách cầu và bến xe Triều Dương 8 km, cách thành phố Hưng Yên 13 km, cách Khu đô thị Đại học Phố Hiến 9 km.